# Aramunt
|  | Aquest article és sobre la vila d'aquest nom. Per a l'antic municipi, vegeu Aramunt (antic municipi). |

Aramunt és la vila que centrava l'antic terme municipal del mateix nom, integrat el 1969 en el nou terme municipal de Pallars Jussà, format per la unió dels antics municipis d'Aramunt, Claverol, Hortoneda de la Conca i Toralla i Serradell. Aquest municipi utilitzà aquest nom fins al 1994, quan l'hagué de canviar pel de Conca de Dalt, per tal d'evitar confusions amb la comarca a la qual pertany, el Pallars Jussà.

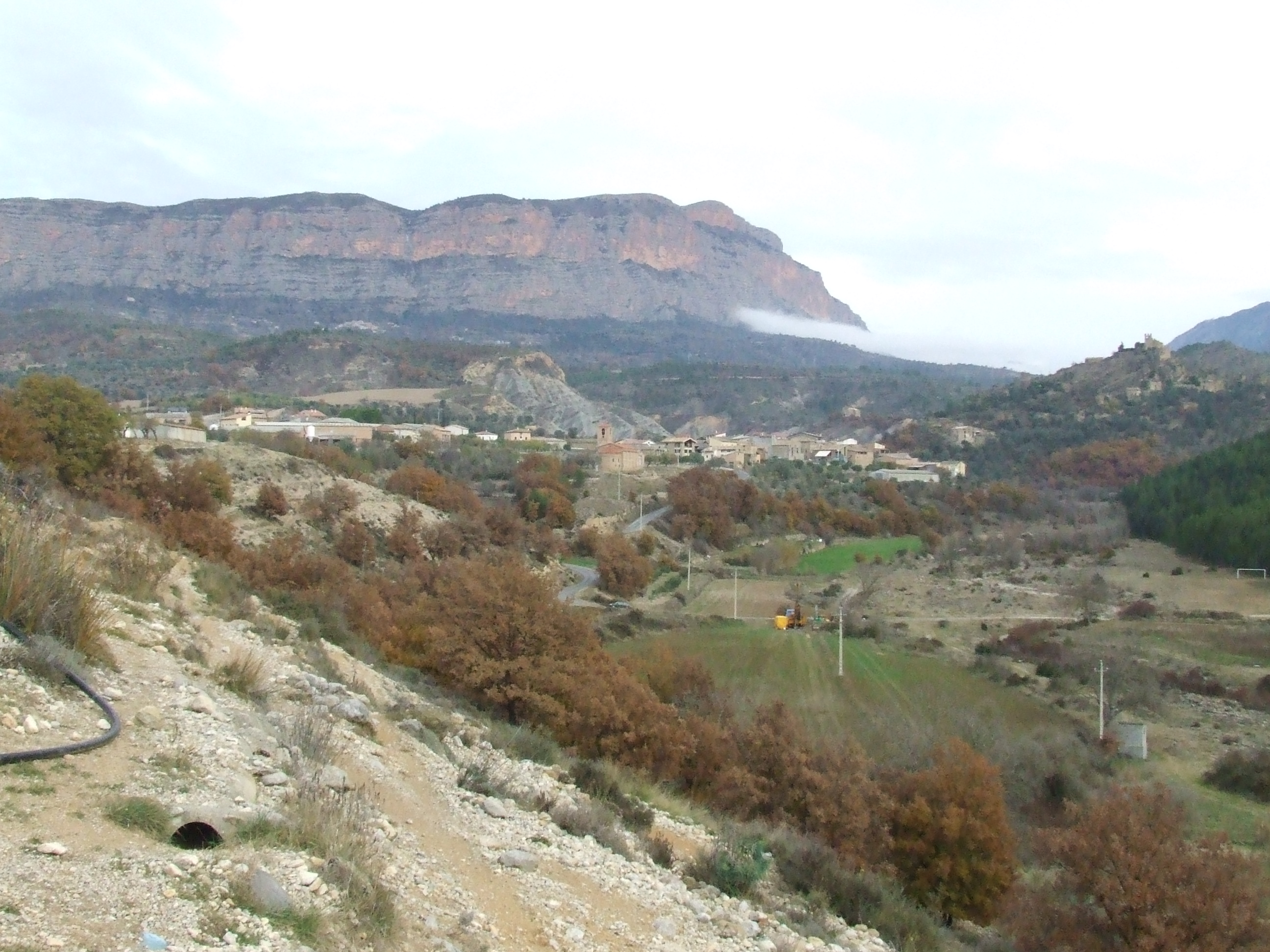
Les Eres i Aramunt Vell des de ponent

Es tracta de dos nuclis diferenciats: la vila vella, aturonada, actualment abandonada i en ruïnes, i la vila nova, tradicionalment anomenada les Eres. També hi havia hagut la caseria de Sant Miquel, actualment desapareguda sota les aigües de l'embassament de Sant Antoni.
Pascual Madoz
esmenta per la seva importància per a Aramunt i per a la mateixa Noguera Pallaresa l'aigua que es capta de la muntanya de Sant Corneli. També parla d'una gran cova a la Serra de Boumort, on l'abundant aigua glaçada proporciona unes masses de gel, fins i tot en ple estiu, de molta més qualitat que el gel comú que es distribueix habitualment. El terreny era a Aramunt més muntanyós que pla. Bastant fluix, i s'hi conreaven 2.000 jornals, dels quals tan sols 12 eren de regadiu. El bosc era tot a la Serra de Boumort, propietat del Duc de Medinaceli, molt destruït. La major part de la terra estava sense conrear, i s'aprofitaven el bosc baix per a combustible. S'hi produïa blat, ordi, sègol, patates, vi, llegums, hortalisses, algunes fruites i poc oli, sobretot per les fortes glaçades dels anys anteriors. De bestiar, hi havia ovelles, cabres, porcs, ases, i els bous i mules necessaris per a les feines del camp. Hi havia caça abundant, de diferents menes. A l'hora de parlar de la població del terme, donava dues dades molt diferents: segons dades oficials, 27 veïns (caps de família) i 148 ànimes (habitants); segons altres dades, 98 veïns i 517 ànimes.

## Etimologia
Joan Coromines dedica un article a Aramunt. Segons ell, procedeix d'un antropònim germànic, un dels diversos que acabava en -und. Així doncs, la forma més justificable etimològicament fora Aramund. Ara bé, la proximitat de l'arrel llatina de la paraula munt ha fet que al llarg de la història es fes servir sempre la grafia amb -t i que, sovint, moltes persones associïn l'etimologia d'aquest topònim amb l'arrel de la paraula muntanya. També pot haver-hi ajudat l'existència de la vila d'Agramunt, topònim molt semblant al d'Aramunt.

## Aramunt Vell

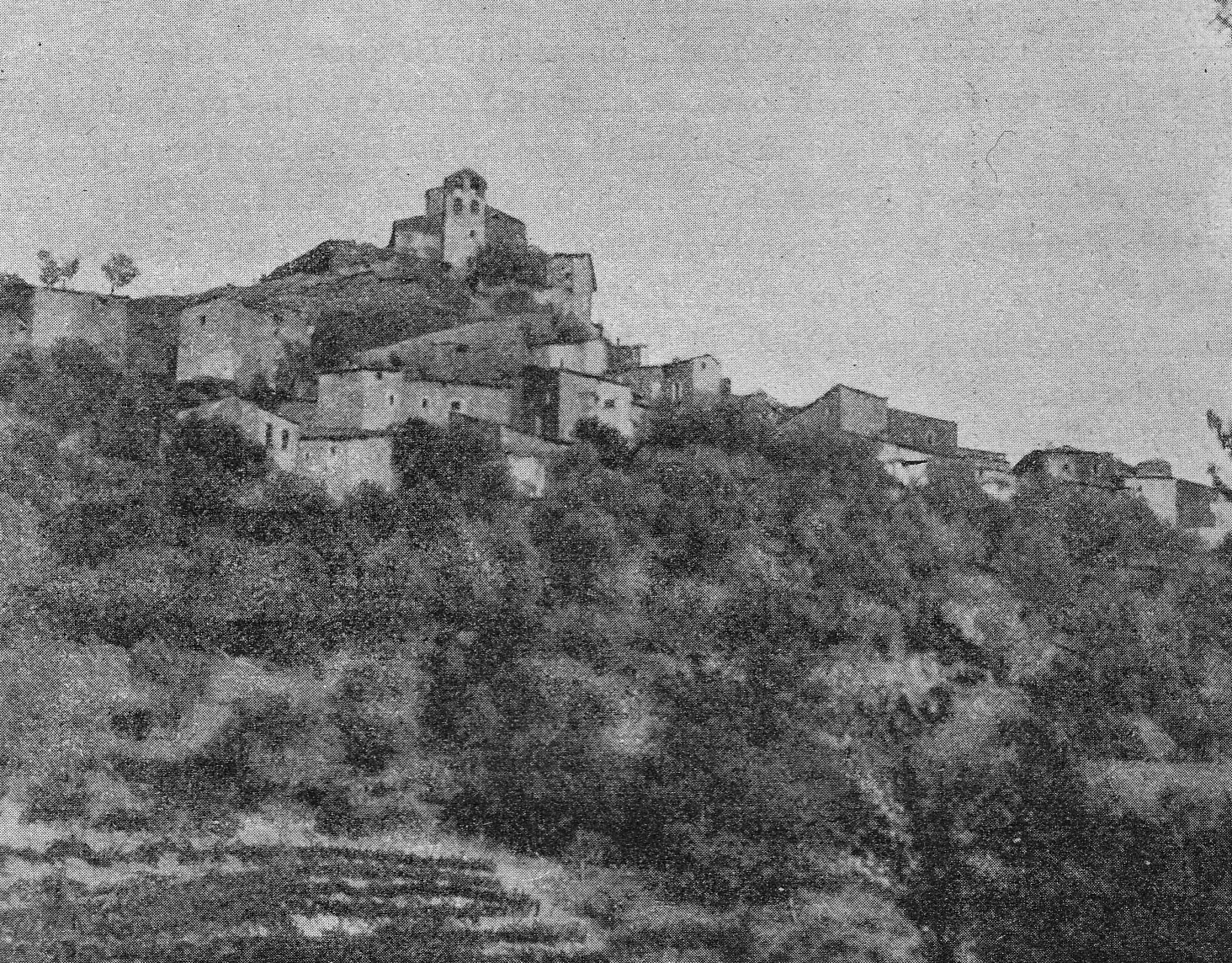
La vila d'Aramunt entre 1912 i 1918

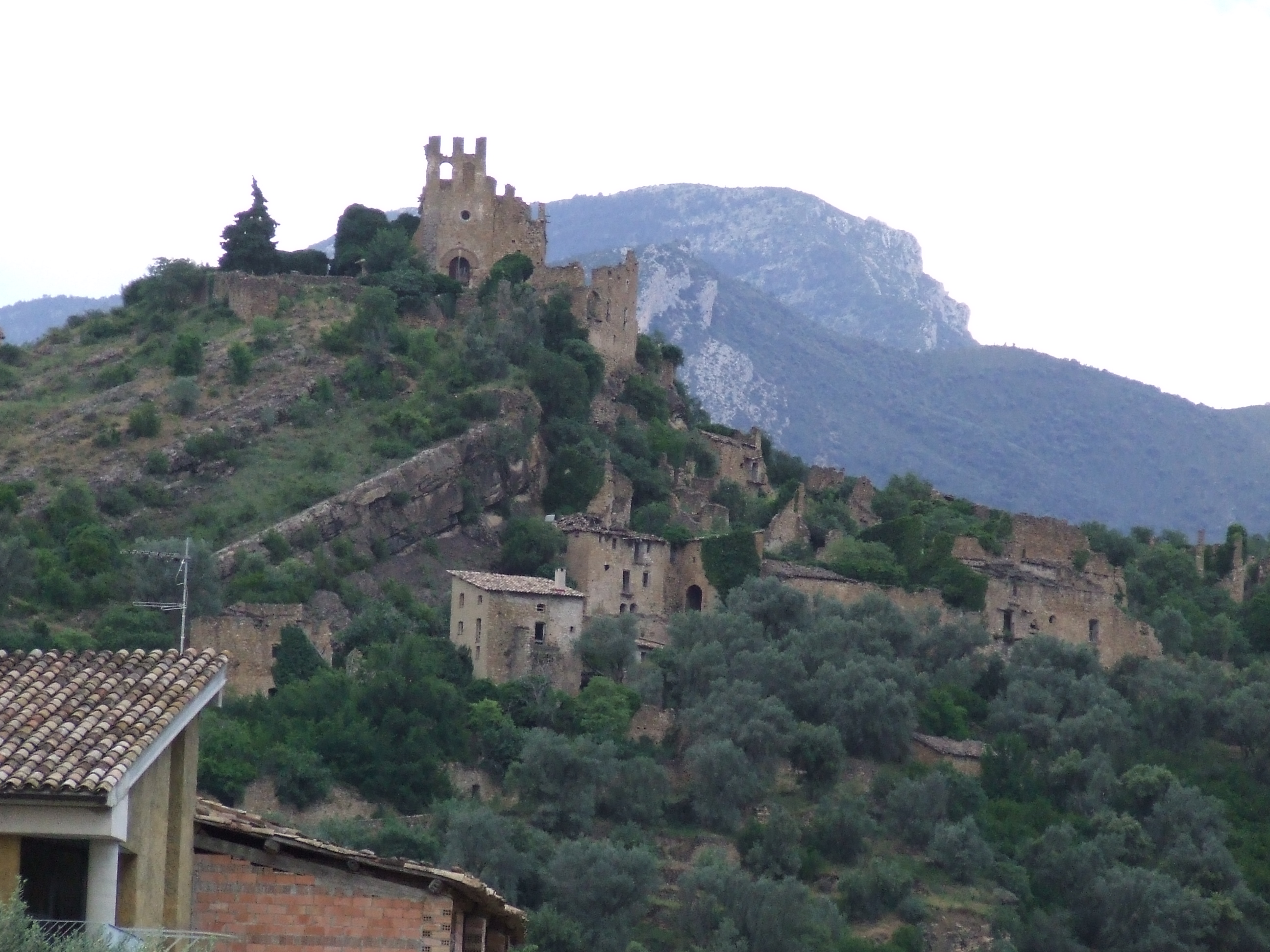
Aramunt Vell el 2009

Segons alguns autors, Aramunt fou un dels llocs on s'establiren els colons durant la romanització.
La vila vella d'Aramunt nasqué segurament com a poble castral a redós del Castell d'Aramunt, del qual queden algunes restes al capdamunt del turó que ocupa la vila vella. La vila fou abandonada del tot durant els dos primers terços del segle xx, tot i que encara va servir de refugi durant la guerra del 1936-39, i les cases van anar esfondrant-se, com també les dues esglésies que hi havia, la parroquial de Sant Fructuós i la de Sant Antoni.
Aramunt era una vila closa, amb almenys dos portals. Un d'ells, el principal, era l'entrada a la vila des del pla, on hi havia el raval de les Eres; l'altre, més petit, quedava entre el castell i l'església, al costat de la rectoria. Les mateixes cases formaven, a la major part del recinte, el tancat de la vila, de manera que a l'interior hi havia un sol carrer principal, el qual, fent un parell de revolts, per vèncer els 40 metres de desnivell existents entre el portal de baix i l'església de Sant Fructuós, o Fruitós.
Pascual Madoz, que publicà el 1845 el seu Diccionario geográfico..., hi parla d'Aramunt. La vila és en un coster encarat al sud i a l'oest, amb lliure ventilació, cel alegre i clima molt sa. Tenia en aquell moment 93 cases, generalment de dos pisos, però mal construïdes i de poca comoditat. 83 d'elles agrupades de forma escalonada vers el capdamunt del turó, distribuïdes en dues places i carrers costeruts i mal empedrats. 8 cases més eren a la falda del turó de Sant Miquel, i les altres 2, aïllades. Madoz esmenta les diferents esglésies del terme: la parroquial, les de Santa Maria, Sant Corneli, Sant Miquel, Sant Francesc Xavier del mas Miret... També esmenta algunes construccions fora de la vila, com la borda de Petirro i la de Carlà, i 8 barraques per a recer del bestiar. Parla també de les restes del castell, així com del pont de pedra d'un sol ull que hi havia damunt la Noguera Pallaresa (actualment, sota les aigües del pantà), i del molí fariner propietat del baró d'Eroles, també desaparegut.

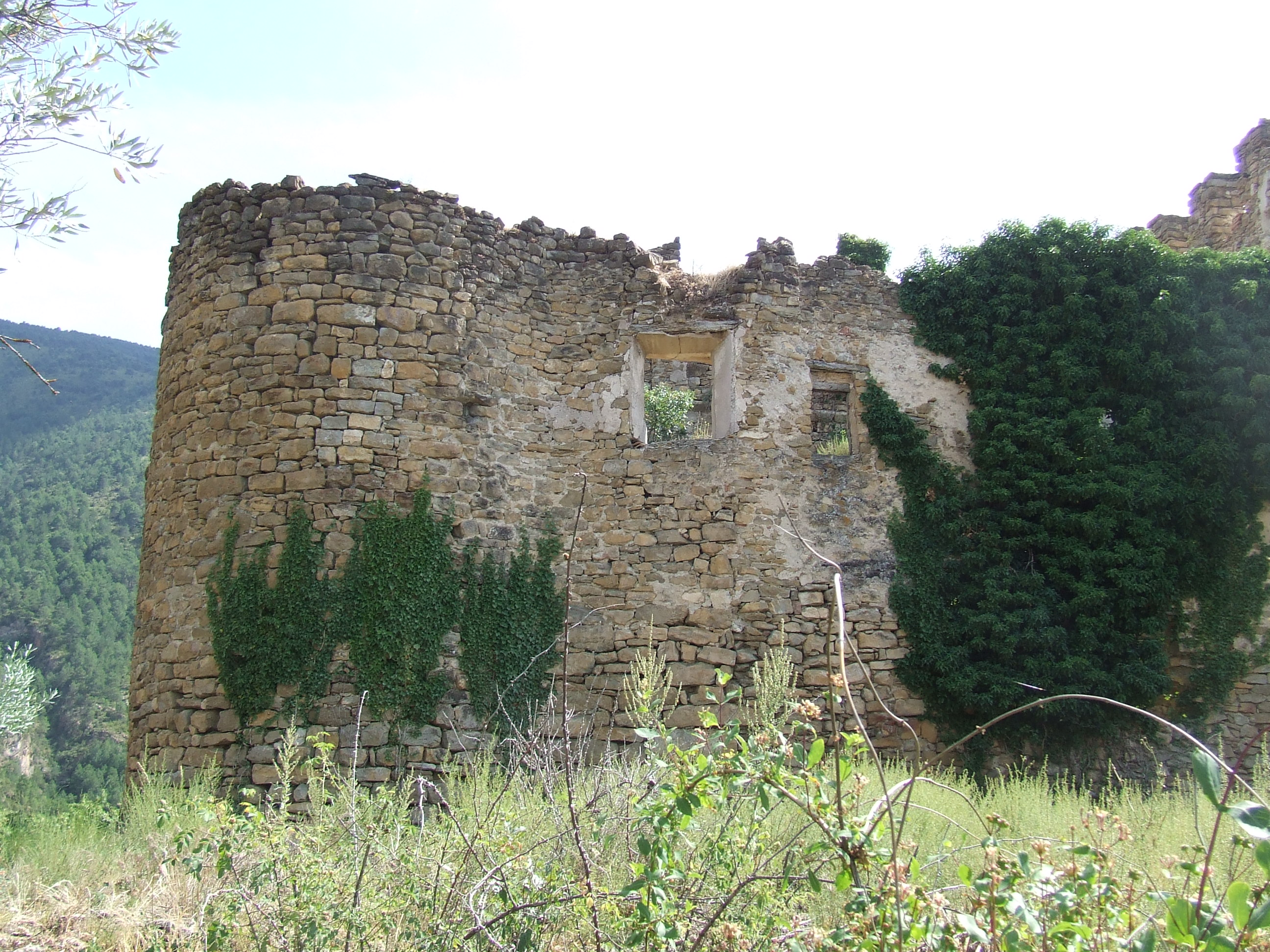
Restes del clos fortificat de la vila vella

Ceferí Rocafort esmenta que el terme d'Aramunt consta de 190 edificis amb 404 habitants de fet i 425 de dret, distribuïts de la manera següent: 112 edificis i 257 habitants a la vila, 28 edificis i 105 habitants a les Eres, i 12 edificis amb 37 habitants a la caseria de Sant Miquel. A més, calia afegir-hi 38 construccions utilitzades per a les tasques agrícoles.
El 1969 es va fer un intent de reconstruir les cases i tornar a habitar la vila vella, però l'intent no reeixí.
Sant Fructuós d'Aramunt és l'antiga església parroquial romànica de la vila d'Aramunt. És un bell exemplar romànic, actualment en curs de ser restaurat. Una mostra de la magnitud i importància de la vella vila d'Aramunt és que entre les restes conservades de la vila hi ha dues esglésies més: la romànica de sant Antoni i la de sant Joan, popularment anomenada de sant Joanet.
Al capdamunt del poble, a l'extrem de llevant, rere l'antiga església parroquial, hi ha restes del clos fortificat de la vila vella, amb restes d'una torre cantonera de planta circular.
Al nord-est de la vila vella d'Aramunt hi ha, encara, dues restes més de l'època medieval: l'església de la Mare de Déu del Camp, romànica, i la torre medieval anomenada Torre dels Moros
- Portal de Baix
- Portal de Dalt
- Plaça de Sant Antoni
- Restes de la vila vella

## Les Eres

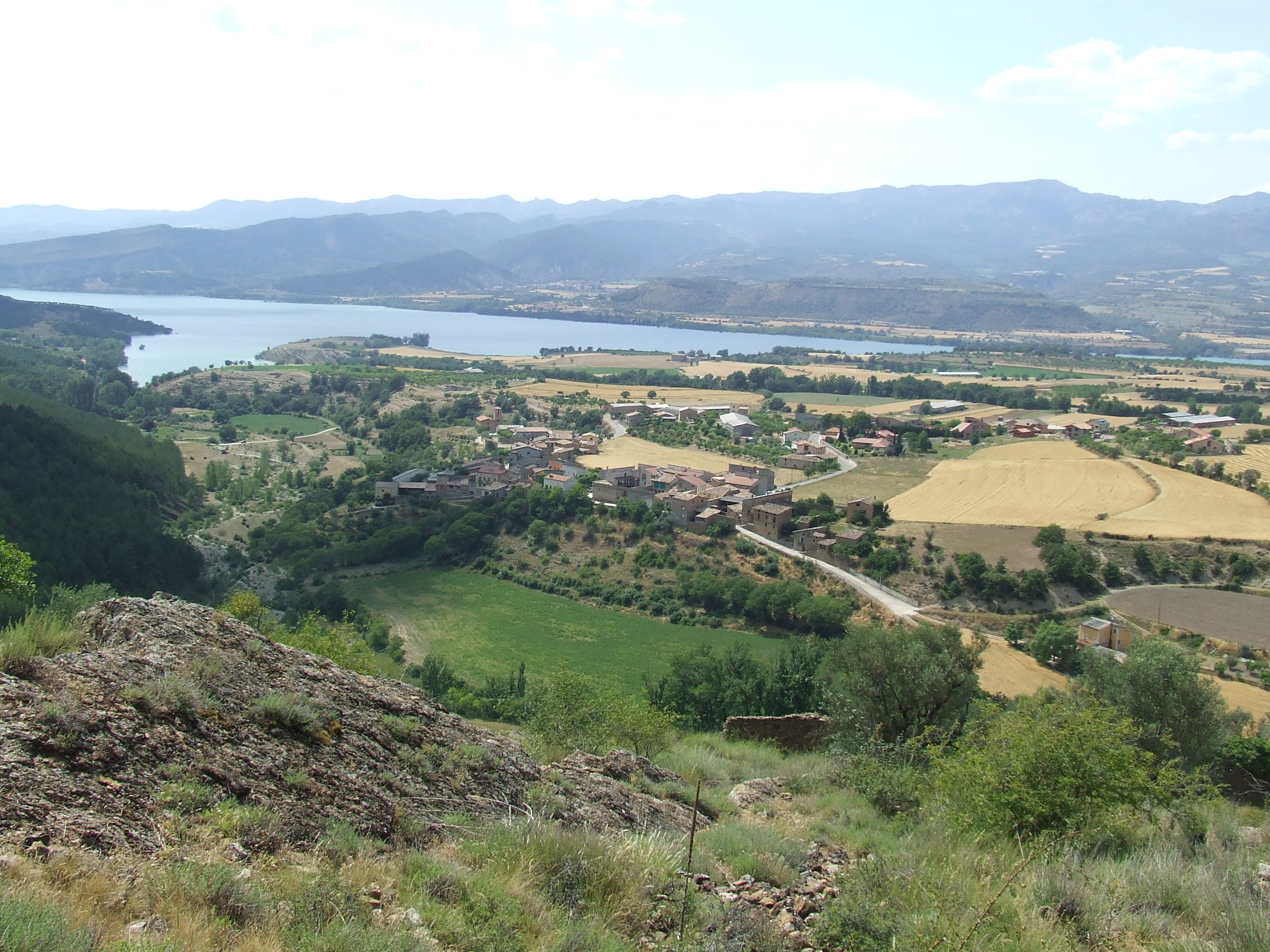
L'antic raval de les Eres

Delimitat al sud pel riu de Carreu, al sud-est pel barranc dels Mians i al nord pel barranc dels Clops, el poble de les Eres s'estén en una petita serra anomenada Serrats, que és, de fet, la carena que fa de vessant d'aigües dels barrancs i riu esmentats.
L'antic raval de les Eres ha esdevingut, en els darrers cinquanta anys, el nucli de població d'Aramunt, en ser abandonada la vila vella. S'estén als seus peus, al nord-est, a la plana situada entre el turó on es troba Aramunt Vell i el pantà de Sant Antoni.

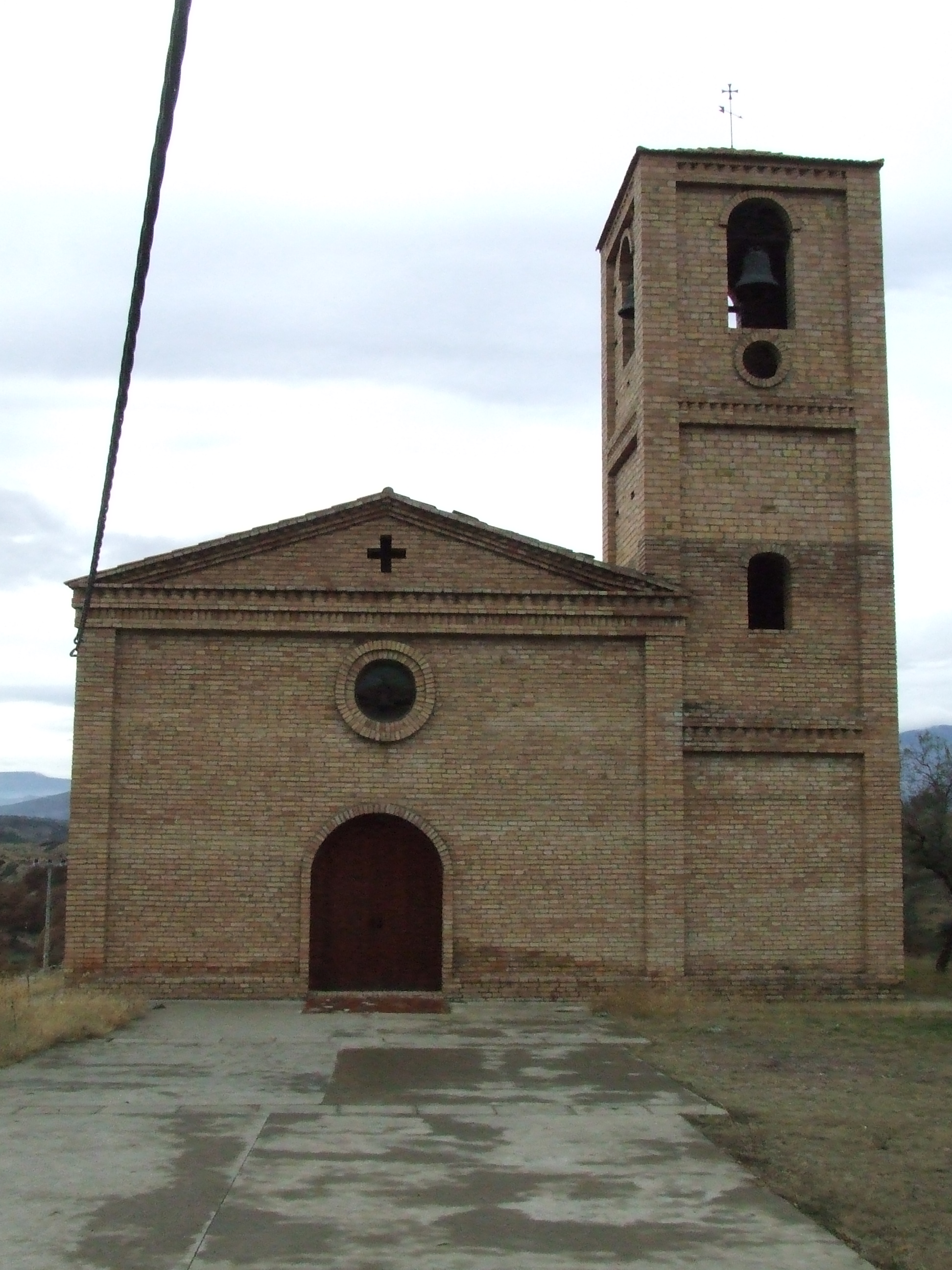
L'actual església parroquial

Està format per una trentena de cases, amb un restaurant, dues residències-cases de pagès i l'actual església parroquial dedicada a sant Fructuós, o Fruitós, (com l'antiga, d'Aramunt Vell), repartits en un traçat urbanístic irregular i que no sembla obeir a cap mena de planificació prèvia, malgrat la modernitat del poble que, de fet, encara ostenta el títol de vila, tot i que l'estat actual de la població no hi fa pensar gens.
A les cases de pagès integrades en l'actual poble d'Aramunt (Casa Toà, Casa Valentí i Casa Vicent), cal afegir-hi unes quantes cases més disseminades pel pla al nord-oest del poble actual: la Borda de Queralt, la Cabana del Pedro, la Casanova, Casa Montserrat, Cal Caputxí, la Borda de l'Andreu, la Borda de Miquel…